# کوهولدنیا
کوهولدنیا (به لاتین: Koholdeniya) یک منطقهٔ مسکونی در سری‌لانکا است که در استان مرکزی (سری‌لانکا) واقع شده‌است.